# 茄比級潛艦
茄比級潛艦為中華民國海軍兩艘潛艦海獅號及海豹號之非正式統稱，亦有另名海獅級潛艦。雖然此二艘潛艦實際上屬於不同的設計，但均接受過茄比（水下推進能力改進計劃，縮寫GUPPY）2號現代化工程，所以被稱為「茄比級」，並持續於海軍二五六戰隊服役中。

## 歷史
1971年，驻美武官汪希苓以提升海军反潜战力为由，说服美国售台两艘潜艇作为海军的目标训练舰。1971年4月21日，美国确定提供2艘茄比二型潜艇（Guppy II），海军定名为“海神计划”，1971年12月1日更名为“水星計畫”。1972年3月21日水星計畫首批接艇人员赴美国海军潜艇学校受训。
1973年4月12日，帶魚號在美國佛羅里達州西嶼移交中華民國海軍，並改名為海獅號潛艦；但該艦並沒有立刻返國，而是5月7日抵达旧金山獵人角海軍船廠實施定期大修整檢历经9个月另14天。1973年8月1日海军撤销“武昌艇队”，成立“潜艇战队”。第二艘軍援的海豹號潛艦于1973年10月18日在康涅狄格州新倫敦海軍潛艇基地移交，命名为“海豹”号。1974年1月10日海豹号抵左营。1974年4月18日海龙号抵达左营。成為中華民國海軍所擁有的第一型正規潛艦。茄比級於中華民國海軍主要擔任潛艦人員訓練與反潛作戰假想敵之用。1976年1月1日潜艇战斗更名为256潛艦戰隊。1976年12月21日专属的水星营区建设完毕。
茄比級潛艦在中華民國海軍的服役狀態一直保持高度神秘，因此從服役起不少民間傳言；最負盛名者即是在接收時魚雷發射管被美國封閉（或是魚雷發射配線被美國剪斷），所以無水下攻擊能力。不過在後來劍龍級潛艇服役，兩艘軍艦陸續公開後，顯示茄比級潛艦的魚雷系統自接艦起均是正常狀態，且海軍在美國大修時還向造船廠索討到訓練用啞雷；同時，海軍還自行改裝，讓艦艏魚雷管有少數可投擲國造水雷的能力。
然而，茄比級潛艦服役至今是否曾配備實戰用魚雷，則充滿疑問。1975年，邱華谷接任汪希苓出任中華民國駐美武官，就曾試圖繞過美國官方採購30枚潛艇魚雷，結果被聯邦調查局查獲而被要求限期離境。據了解這個未經正式管道的採購案，當時中華民國海軍知情，並曾派魚雷專家到美國。
2005年，中華民國海軍破例讓海豹艦公開展示，吸引了大批人潮參觀。茄比級潛艦為目前全世界現役柴電潛艦中最老的，兩艘潛艦皆已服役超過80年，創下世界唯一參與過二次世界大戰仍在役的紀錄。中華民國海軍正以新型柴電潛艦汰換茄比級潛艦。
日本專業雜誌曾以「世界上最老的現役潛艇～服役半世紀」為專題報導，包含中華民國國防部前部長李傑也曾在茄比級艦艇服役過並擔任過兵器長、輪機長、作戰長、副艦長及艦長等職務，而由於中華民國海軍優秀的潛艦士官保養與維護，使得兩艘潛艦仍保有一定的戰鬥能力。探索頻道也曾要求在茄比級艦上拍攝過電視專輯，而在拍攝完成後中華民國海軍以現役艦艇軍事機密為由，要求必須在此級艦艇除役之後才能播出。但部份報導仍詳實記錄著該二艘潛艦每年仍至少部署海上半年以上。
由於中華民國海軍潛艇現有數量不足，直到2016年編列預算建造「自製防禦潛艦」完成前仍持續服役。2014年，中華民國海軍編列預算先後翻修兩艦，試圖修復壓力殼老化失圓而無法實施深度潛航的海獅級，相關工程在2015年實施、2018年完成大修。2018年11月，經過海軍與台灣國際造船16個月的努力下，月前完成海獅號潛艦的潛航檢測，重返海軍潛艦訓練與戰備崗位；國防部海軍司令部也證實，海獅潛艦目前已在戰鬥序列中，進行備戰任務。
2019年9月，海軍透露，海獅艦2018年8月完成大修後曾進行潛航測試，海獅艦目前潛深可達150公尺，平常在潛望鏡深度至50到60呎(約15到18公尺)深度操作航行，已能執行各項訓練任務。
2025年「海鯤號」成軍服役的同時，規劃先讓老舊的茄比級潛艦海獅號丶海豹號，選擇其中妥善率相對低的一艘先行除役，另一艘則仍暫時兼任教育訓練艦使用，等海鯤級2號艦建造完成並且成軍服役之後，再行除役。

## 同型艦
| 舷號          | 艦名   | 建造船廠           | 開工          | 安放龍骨      | 下水          | 美國海軍服役  | 移交中華民國海軍 | 返抵左營      | 備註                                 |
| ------------- | ------ | ------------------ | ------------- | ------------- | ------------- | ------------- | ---------------- | ------------- | ------------------------------------ |
| SS-91->SS-791 | 海獅號 | 樸茨茅斯海軍造船廠 | 1944年7月10日 | 1944年7月22日 | 1944年11月5日 | 1945年3月17日 | 1973年4月12日    | 1974年4月18日 | 原丁鱥级帶魚號，於佛羅里達州西嶼移交 |
| SS-92->SS-792 | 海豹號 |                    | 1943年8月23日 |               | 1945年7月8日  | 1946年4月11日 | 1973年10月18日   | 1974年1月10日 | 原巴勞鱵級單鰭鱈號，於紐約移交       |

## 資料來源
1. ↑  .   [2019-10-30]. （原始内容存档于2014-11-11）.
2. ↑  林涵. . 《舰载武器》 (郑州市: 郑州机电工程研究所). 2010年, (第3期): 70  [2021-04-22]. ISSN 1671-3273. （原始内容存档于2021-04-25）.
3. ↑  .   [2019年10月30日]. （原始内容存档于2014年11月11日）.
4. ↑  .   [2019-10-30]. （原始内容存档于2018-08-30）.
5. ↑  .   [2019-10-30]. （原始内容存档于2020-12-14）.
6. ↑  海獅潛艦國造大修更新内艙首曝光 潛深可達150公尺 （页面存档备份，存于） 2019-09-27  聯合報 記者 洪哲政
7. ↑  記者王榮祥.  (新闻稿). 自由時報. 2023-10-28  [2023-10-28]. 原始内容存档于2023-10-28 （中文（臺灣））.